# 香溪河
30°59′09″N 110°46′11″E / 30.985714°N 110.769599°E
香溪河，又称昭君溪，位于中国湖北省境内，为长江的支流之一。源头位于神农架林区，由九冲河和龙口河汇流而成。河流自兴山县城西北的皂角树出发，经过昭君村前，最终在秭归县城西7.5公里处注入长江，全长约94公里。

## 名称由来
据《兴山县志》记载，“昭君（王昭君）临水而居，恒于溪中浣手，溪水尽香”、“香溪水味甚美，常清浊相间，作碧腻色，两岸多香草”，故名“香溪”。

## 地理特征
香溪河流域总面积为3099平方公里，属于亚热带季风气候区域。春夏季节降水充沛，其中7月至8月为洪水季节。
自2003年6月三峡水库蓄水至135米以来，到2010年10月蓄水至175米，香溪河流域内的水位显著上升，导致水面扩大，流速减缓，部分河段形成回水区，成为库区典型的库湾地区。

## 生态环境
三峡水利工程的建设和高强度的渔业捕捞影响了香溪河的鱼类资源。大量小型水电站的兴建降低了河流的连通性，导致部分河段频繁出现断流现象。沿岸城镇和采矿业的发展带来了水质污染和外来鱼类的进入。